# Шевченко Едуард Григорович
Едуа́рд Григо́рович Шевче́нко — український військовик Військово-Морських Сил Збройних Сил України, капітан I рангу. Начальник 73 МЦСпО (2016―2017), учасник російсько-української війни. Затриманий Службою безпеки України 7 березня 2023 року як агент російської розвідки, що займався підготовкою до захоплення росіянами міста Очаків Миколаївської області.
Лицар орденів Богдана Хмельницького II та III ступенів, повний кавалер ордена «За мужність».

## Життєпис
Народився в 1977 році на Камчатці (РРФСР) в родині військового, продовжив сімейну традицію чоловіків-військовослужбовців. Батько не хотів, щоб син пішов його стопами, але син його не послухався, втік з дому і дістався Владивостока (РФ), де проходив строкову військову службу.
Після Далекого Сходу Росії було переведення до України, де й дописав свою дипломну роботу.
2000 року закінчив навчання в Чорноморському вищому військово-морському училищі ім. Нахімова, м. Севастополь та у званні лейтенанта розпочав службу в морській піхоті України.

### Російсько-українська війна
На початку 2014 року, коли почалась російська збройна агресія проти України, обіймав посаду командира загону 73 МЦСпО. У березні 2014 підрозділ Едуарда Шевченка на військовому полігоні «Широкий Лан» почав готуватися до можливої атаки російських військ з боку тимчасово окупованого Криму.
З початку червня 2014 року перебував в зоні бойових дій на сході України. Брав участь у визволенні Слов'янська, боях за Торецьк, Краматорськ, Сіверськ та Ямпіль. Воював під Вуглегірськом, Дебальцевим і Рідкодубом, де його група фактично «витягала» з оточення особовий склад 25-го батальйону «Київська Русь».
Після Іловайської трагедії його група супроводжувала й забезпечувала рейд 79-ї та 95-ї аеромобільних бригад у район розташування противника біля с. Гранітного, вказувала місця для спорудження і подолання водних перешкод. Командир зайшов туди першим, а вийшов — останнім.
Так, перед взяттям м. Торецька, Шевченко сам, у цивільному одязі, зайшов у місто, щоб оцінити обстановку й підконтрольні бойовикам об'єкти. Після цього зведений загін з 33 осіб під його командуванням дістався до Торецька в обхід сепаратистських блокпостів, через поля, і протягом пів години підняв українські прапори над адміністративними будівлями. Після цього бійцям довелося майже вісім годин чекати приходу основних сил ЗС України. Це були 7 годин 40 хвилин безперервного обстрілу — з танків, стрілецької зброї, ПТРК. 33 українські вояки протистояли 200 бойовикам, 2 танкам і БМП. Тільки по міськраді, де зайняли оборону бійці Шевченка, танки стріляли 29 разів. Коли ворог підійшов упритул, Шевченко наказав бійцям переміститися до підвалу, а сам піднявся на дах будівлі, щоб викликати вогонь на себе. У цьому бою група не втратила жодного бійця, лише трьох поранено.
У березні 2016 року був призначений на посаду начальника 73 МЦСпО, в/ч А1594, м. Очаків.
У травні 2017 року Військово-лікарська комісія (ВЛК) діагностувала у Едуарда Шевченка посттравматичний синдром внаслідок служби в зоні бойових дій на сході і визнала його обмежено придатним до військової служби. На підставі висновків ВЛК, його вивели в розпорядження Генерального штабу ЗС України. Шевченко не погодився з цим рішенням і подав позов до адміністративного суду. 7 вересня 2017 року суд визнав дії військового керівництва протиправними та зобов'язав направити офіцера на повторне проходження ВЛК.
24 січня 2018 року група учасників бойових дій — ветеранів та чинних військовослужбовців 73 МЦСпО вийшли на пікет до Міністерства оборони України і Генерального штабу Збройних сил України в Києві, щоб привернути увагу до дискримінації командуванням свого колишнього комбрига — капітана 1-го рангу Едуарда Шевченка.
26 лютого 2018 року Одеський апеляційний адміністративний суд у справі № 483/1384/17 скасував постанову Очаківського міськрайонного суду Миколаївської області від 07 вересня 2017 року та офіцер продовжив військову службу у складі Військово-Морських Сил Збройних Сил України.

### Російське вторгнення 2022 року і арешт
7 березня 2023 року українські джерела повідомили, що Едуард Шевченко був затриманий СБУ через підозру про співпрацю з ГРУ Росії. За даними СБУ, Шевченко був радником мера Очакова, у січні 2023 року отримав завдання завербувати мера та забезпечити його лояльність і підтримку дій РФ, аж до «здачі міста».
26 березня 2024 року Заводський районний суд м. Миколаєва подовжив термін запобіжного заходу Едуарду Шевченку у вигляді тримання під вартою ще на 60 діб, до 24 травня 2024 року.

## Нагороди
- Орден Богдана Хмельницького II ступеня (28 червня 2015) — за особисту мужність і високий професіоналізм, виявлені у захисті державного суверенітету та територіальної цілісності України, вірність військовій присязі.[13]
- Орден Богдана Хмельницького III ступеня (8 вересня 2014) — за особисту мужність і героїзм, виявлені у захисті державного суверенітету та територіальної цілісності України, вірність військовій присязі.[14]
- Орден «За мужність» I ступеня (27 листопада 2014) — за особисту мужність і героїзм, виявлені у захисті державного суверенітету та територіальної цілісності України.[15]
- Орден «За мужність» II ступеня (21 жовтня 2014) — за особисту мужність і героїзм, виявлені у захисті державного суверенітету та територіальної цілісності України, вірність військовій присязі.[16]
- Орден «За мужність» III ступеня (8 серпня 2014) — за особисту мужність і героїзм, виявлені у захисті державного суверенітету та територіальної цілісності України.[17]
- Нагрудний знак «Знак пошани».
- Іменна вогнепальна зброя.
- Недержавна відзнака Народний Герой України (жовтень 2015).